# Cunina perigrima
Cunina perigrima är en nässeldjursart som beskrevs av Bigelow 1909. Cunina perigrima ingår i släktet Cunina och familjen Cuninidae. Inga underarter finns listade i Catalogue of Life.